# Zygia picramnioides
Zygia picramnioides är en ärtväxtart som först beskrevs av Paul Carpenter Standley, och fick sitt nu gällande namn av Maria de Lourdes Rico. Zygia picramnioides ingår i släktet Zygia och familjen ärtväxter. Inga underarter finns listade i Catalogue of Life.